# St. Martin (Martinsneukirchen)

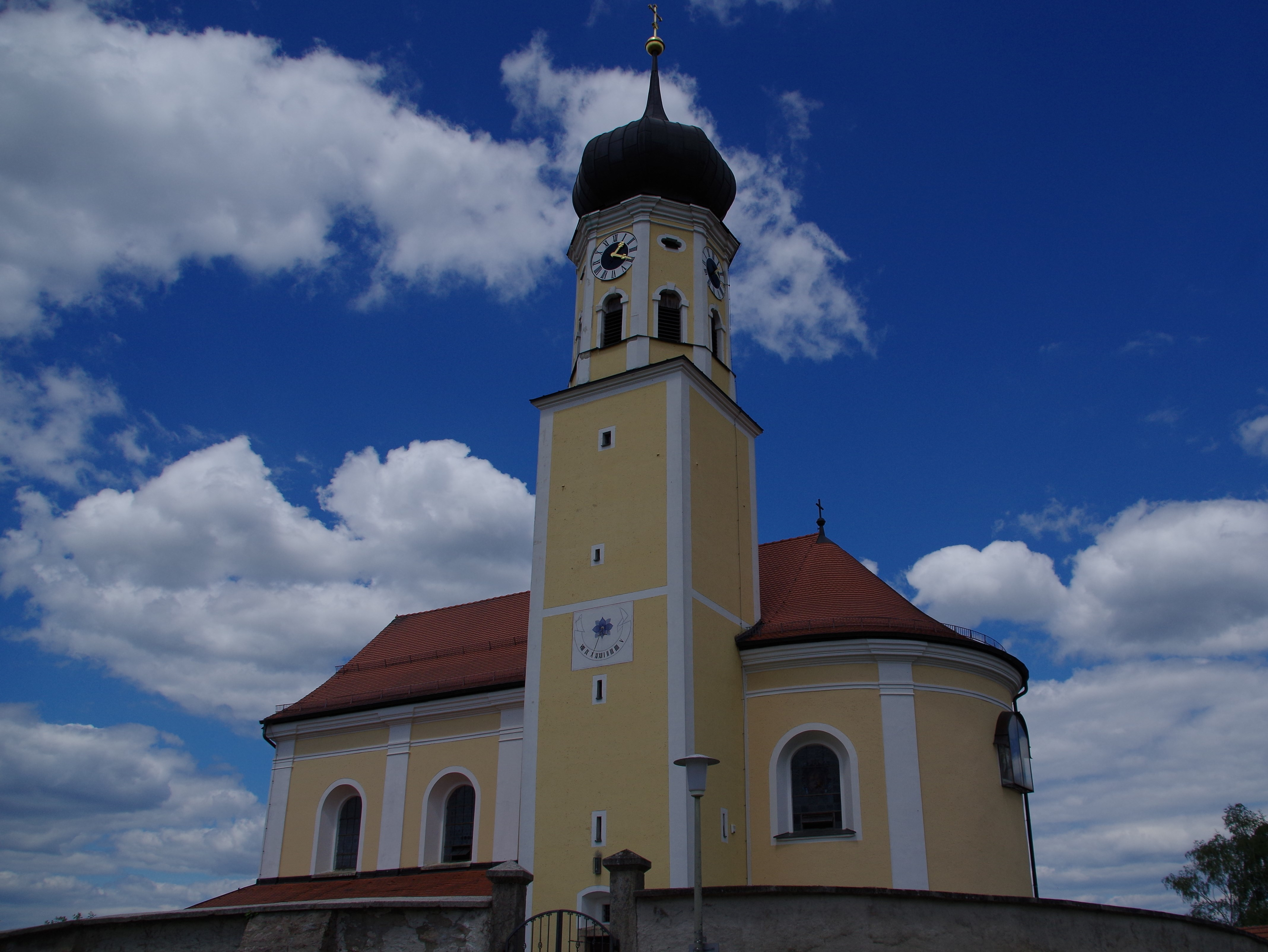
St. Martin in Martinsneukirchen

Die römisch-katholische, denkmalgeschützte Filialkirche St. Martin steht in Martinsneukirchen, einem Gemeindeteil der Gemeinde Zell im Landkreis Cham in der Oberpfalz. Die Kirche gehört zum Bistum Regensburg. Das Bauwerk ist unter der Denkmalnummer D-3-72-167-17 als Baudenkmal in die Bayerische Denkmalliste eingetragen.

## Beschreibung
Die Saalkirche wurde 1721 erbaut. Sie besteht aus einem Langhaus, einem gleich breiten, halbrund geschlossenen Chor im Osten, die mit Pilastern gegliedert sind, und einem Chorflankenturm auf quadratischem Grundriss an der Südwand des Chors. Der Chorflankenturm wurde mit einem achteckigen Geschoss aufgestockt, das die Turmuhr und den Glockenstuhl beherbergt, und mit einer Zwiebelhaube bedeckt.
Im Inneren sind Langhaus und Chor durch einen einspringenden Chorbogen getrennt, über dem sich ein Relief befindet, auf dem Gott der Vater und der Heilige Geist zu sehen sind. Zur Kirchenausstattung gehört ein 1720/30 gebauter Hochaltar, auf dessen Altarretabel der heilige Martin dargestellt ist.